# Chioninia nicolauensis
Espèce
Synonymes
- Mabuya fogoensis nicolauensis Schleich, 1987

Statut de conservation UICN

 LC  : Préoccupation mineure
Chioninia nicolauensis est une espèce de sauriens de la famille des Scincidae.

## Répartition
Cette espèce est endémique de l'île de São Nicolau dans les îles du Cap-Vert.

## Étymologie
Son nom d'espèce, composé de nicolau et du suffixe latin -ensis, « qui vit dans, qui habite », lui a été donné en référence au lieu de sa découverte : l'île de São Nicolau.

## Publication originale
- Schleich, 1987 : Herpetofauna caboverdiana. Spixiana Supplement, vol. 12, p. 1-75 (texte intégral).